# 角宿增二
室女座72，又名BD-05 3706，HD 117436、SAO 139370、HR 5088，是室女座的一颗恒星，视星等为6.09，位于銀經320.03，銀緯55.1，其B1900.0坐标为赤經13h 25m 12.6s，赤緯-5° 55.1′ 15″。